# Thannhausen (Freystadt)
Thannhausen ist als ehemalige Gemeinde seit 1972 ein Gemeindeteil der Stadt Freystadt im Landkreis Neumarkt in der Oberpfalz in Bayern.

## Lage
Das Pfarrdorf Thannhausen liegt, umgeben von Feldern, südöstlich von Freystadt auf 426 m ü. NHN. Der Ort ist mit Freystadt nahezu zusammengewachsen. Nördlich fließt in etwa 600 m Entfernung in Ost-West-Richtung der Steinersweiher-Graben vorbei. Ein weiterer Graben entspringt im Süden Thannhausens und fließt in westlicher Richtung der Schwarzach zu.

## Geschichte
Zwischen 1057 und 1075 weihte Bischof Gundekar II. von Eichstätt in „Tanhusun“ eine Kirche. Von 1145 bis 1398 sind Ortsadelige genannt (1145 Siboto von Thannhausen, 1194 „Wolher et Wortwinus de Tanehusen“, 1242 Hermanus de Thanhusen, 1246 Liutpolt Tanhusaer, 1255 Albert von Tanhusen, 1315/16 Ulrich Swigger von Tanhusen, 1331 und 1334 Dietrich Schütz von Thannhausen). Der Ort wird als einer der möglichen Herkunftsorte des Minnesängers Tannhäuser genannt. 1239 hatte das Augustiner-Chorherrenstift Rebdorf Besitz in „Tanhusen“. 1294 übergab Gertrud, die Witwe des Hermann III. von Stauf, den Franziskanern in Nürnberg ein reichslehnbares Gut zu Thannhausen. Im 14. Jahrhundert besaß Konrad von Sulzbürg den Zehent von Thannhausen, den er als der Rebdorfer Chorherr in das Kloster mit einbrachte; ansonsten erwarben im 14. Jahrhundert die Steiner den Sitz und das Dorf. Bis 1398 ist Thannhausen Witwensitz der Berta von Stein, die mit Hilpolt von Stein verheiratet war. 1398 verkaufte Schweiker/Schwaiger von Gundelfingen, zusammen mit den Hohenfelser nach Hilpolt II. von Stein der neue Besitzer der Steiner Burg Niedersulzbürg, die Veste und das Dorf Thannhausen als Reichsrittergut an den Eichstätter Bischof Friedrich IV. 1403 ging die Burg Niedersulzbürg mit ihren Zugehörungen, so auch mit dem Besitz in Thannhausen, an die Gebrüder Hans, Albrecht, Wilhelm und Wigalus von Wolfstein auf Burg Obersulzbürg über. Es handelte sich hierbei um kleinere Güter in Thannhausen, nämlich sechs 1⁄16-Höfe und ein 3⁄16-Hof, die fortan der wolfsteinschen Herrschaft Sulzbürg unterstellt waren.
Zu Beginn des 15. Jahrhunderts errichtete Bischof Friedrich ein neues Schloss in Thannhausen, das dem bischöflichen Vogt als Sitz diente. 1460 war dies Leonhard von Reichenau, der Bruder des Bischofs Wilhelm von Reichenau. Infolge des Dreißigjährigen Krieges waren 1640 von den 31 Gütern des Dorfes nur noch fünf bewohnt, 25 Häuser waren abgebrannt. Als um 1690 der letzte bischöfliche Pfleger von Thannhausen gestorben war, wurde das bischöfliche Amt Thannhausen mit dem bischöflichen Amt Jettenhofen zusammengelegt und dort die Verwaltung konzentriert. Das Schloss zu Thannhausen, südwestlich der Kirche gelegen und von einem Graben umgeben, wurde vom Kastner von Jettenhofen und vom Wirt zu Thannhausen bis auf den Turm abgebrochen und die Steine verkauft, wie 1719 im Pfarrbuch vermerkt wurde; der Schlossturm wurde um 1816 abgetragen, und 1834 war das Schloss ganz verschwunden. Für 1733 erfährt man, dass der Schullehrer und Mesner Conrad Hocheder sich auch um die gemeindliche Kirchturmuhr zu kümmern hatte und fürstbischöflicher Weiheraufseher (am Kauerlacher Weiher und an den Steinlesweihern) war. Die Enklave-Lage von Thannhausen im Gebiet des herzoglich-baierischen Schultheißenamtes Neumarkt verursachte immer wieder gegenseitige Rechtseingriffe; schließlich schlossen 1767 der Fürstbischof und die Oberpfalz einen Rezess, dass Eichstätt die landesherrliche Obrigkeit in Thannhausen an das Kurfürstentum Bayern abtritt und Thannhausen nicht mehr als freie, sondern nur noch als „oberpfälzische Hofmark“ dem Bischof als Grundherrn und Inhaber der niederen Gerichtsbarkeit verbleibt; die Hochgerichtsbarkeit des kurpfälzischen Amtes Neumarkt wurde damit auch für die Hofmark anerkannt. Zu dieser zählten 1786 die eichstättischen Besitzungen in Thannhausen selber, die Fuchsmühle, zwei Höfe in Höfen, sieben Höfe in Obernricht und 17 Höfe in Schmellnricht.
Am Ende des Alten Reiches gehörten von den 61 Höfen von Thannhausen 47 zur Hofmark Thannhausen, die vom Kastenamt Jettenhofen des Unteren Stifts verwaltet wurde, das die Niedergerichtsbarkeit und die Gemeindeherrschaft ausübte; die hohe Gerichtsbarkeit lag seit 1767 unbestritten beim kurfürstlichen Schultheißenamt Neumarkt. Die nicht-eichstättischen Untertanen Thannhausens hatten die Steuer an das Kastenamt Neumarkt zu entrichten. Weitere Grundherren in Thannhausen waren das herzoglich-baierische Klosterrichteramt Seligenporten (fünf Untertanen), die nach dem Aussterben der Wolfsteiner 1740 von den Bayernherzögen für das heimgefallene Lehen errichtete Kabinettsherrschaft Sulzbürg (sieben Untertanen) sowie das Spital Freystadt und das Pflegamt Allersberg mit je einem Untertanen.
Im Königreich Bayern wurde zwischen 1810 und 1820 der Steuerdistrikt Thannhausen im Altmühlkreis eingerichtet, dem außer Thannhausen Oberndorf angehörte. Mit dem Gemeindeedikt von 1818 wurde Thannhausen eine Ruralgemeinde, die außer Thannhausen noch das Dorf Ohausen umfasste. Diese Gemeinde war dem Landgericht (ab 1862 Bezirksamt, ab 1879 Landkreis) Neumarkt im Regenkreis zugeordnet.
Das Repertorium zum Atlasblatt Neumarkt von 1836 gibt für Thannhausen 63 Häuser, eine Pfarrkirche, einen Pfarrhof und ein Wirtshaus an. 1875 waren an Großvieh im Dorf Thannhausen 14 Pferde und 273 Stück Rindvieh vorhanden; in der Gemeinde gab es einen Viehbestand von 26 Pferden, 368 Stück Rindvieh, 244 Schafen und 144 Schweinen. 25 Jahre später gab es in der Gemeinde 21 Pferde, 375 Stück Rindvieh, 244 Schafe, 303 Schweine und eine Ziege. Die Zunahme der Schweinehaltung in diesem Zeitraum – in der Gemeinde Thannhausen eine Verdoppelung – ist auch in anderen bayerischen Gemeinden zu beobachten. Die Gemeindegröße betrug 584,99 Hektar.
1914 erfolgte ein Schulhausneubau in Thannhausen durch die Gemeinde. Nach dem Zweiten Weltkrieg stieg die Zahl der Einwohner durch Flüchtlinge und Heimatvertriebene vorübergehend stark an. Seit den 1980er Jahren ist erneut ein nicht unerheblicher Einwohnerzuwachs feststellbar.
Mit der Gebietsreform in Bayern wurde die Gemeinde Thannhausen zum 1. Januar 1972 in die Stadt Freystadt eingemeindet. Seitdem ist Thannhausen einer von 33 benannten Ortsteilen der Stadt Freystadt.

### Einwohnerentwicklung des Dorfes Thannhausen
- 1523: 40 Behausungen und 5 Höfe (ca. 200 Einwohner)[22]
- 1705: 53 Haushalte (bei durchschnittlich vier Personen ca. 200 Einwohner)[23]
- Um 1800: 61 Anwesen (250–300 Einwohner)[24]
- 1836: 305 (63 Häuser)[25]
- 1871: 269 (128 Gebäude)[26]
- 1900: 273 (64 Wohngebäude)[27]
- 1925: 303 (62 Wohngebäude)[28]
- 1938: 272[29]
- 1950: 418 (66 Wohngebäude)[30]
- 1961: 348 (73 Wohngebäude)[31]
- 1970: 388[32]
- 1987: 447 (123 Wohngebäude, 136 Wohnungen)[33]
- 31. Dezember 2016: 563[34]

### Einwohnerzahlen der Gemeinde Thannhausen
- 1871: 340 (275 Katholiken, 64 Protestanten, 1 Israelit) (173 Gebäude, 85 Wohngebäude)[35]
- 1900: 345 (282 Katholiken, 63 Protestanten) (83 Wohngebäude)[36]
- 1925: 395 (320 Katholiken, 75 Protestanten) (80 Wohngebäude)[37]

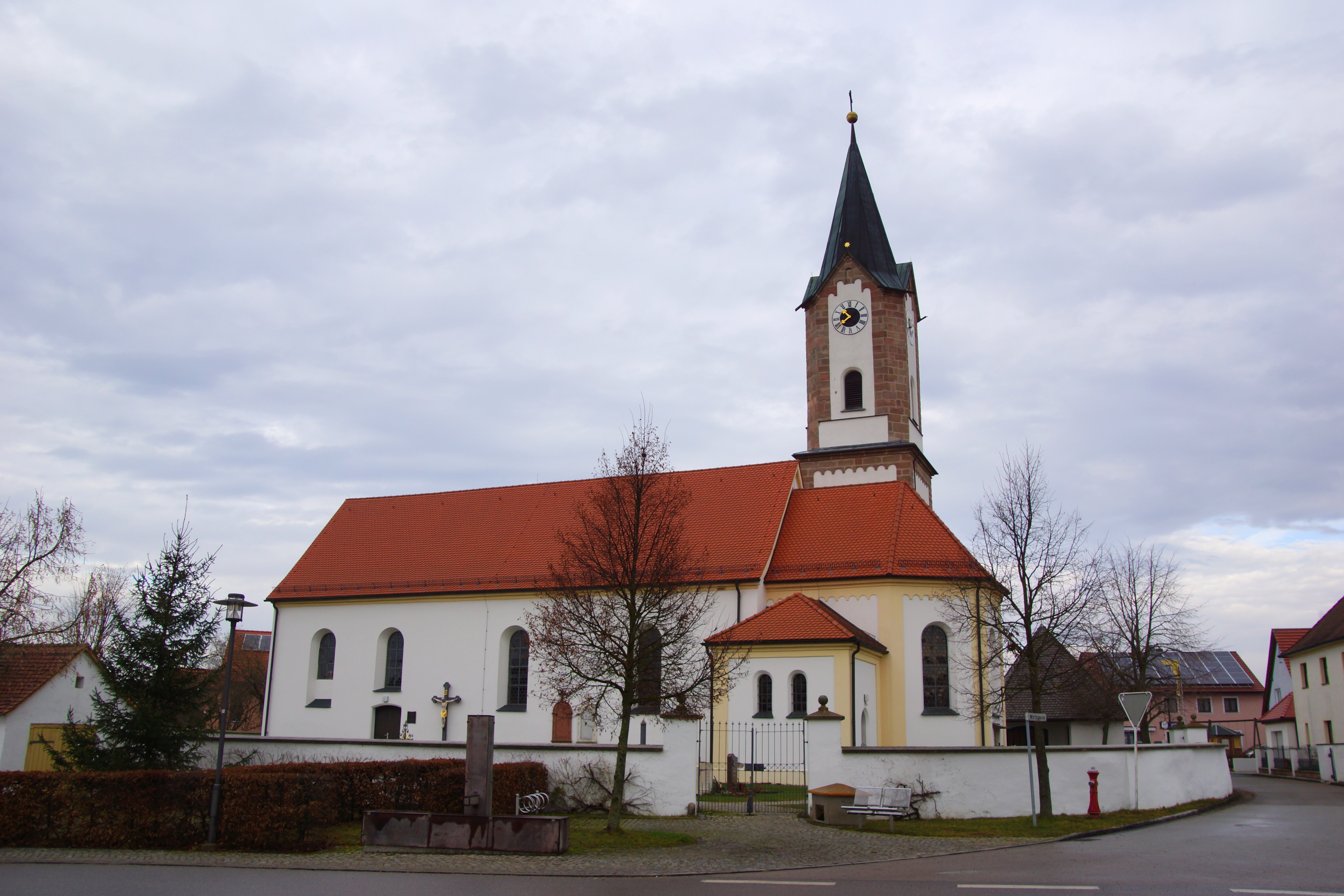
Kirche St. Stefan

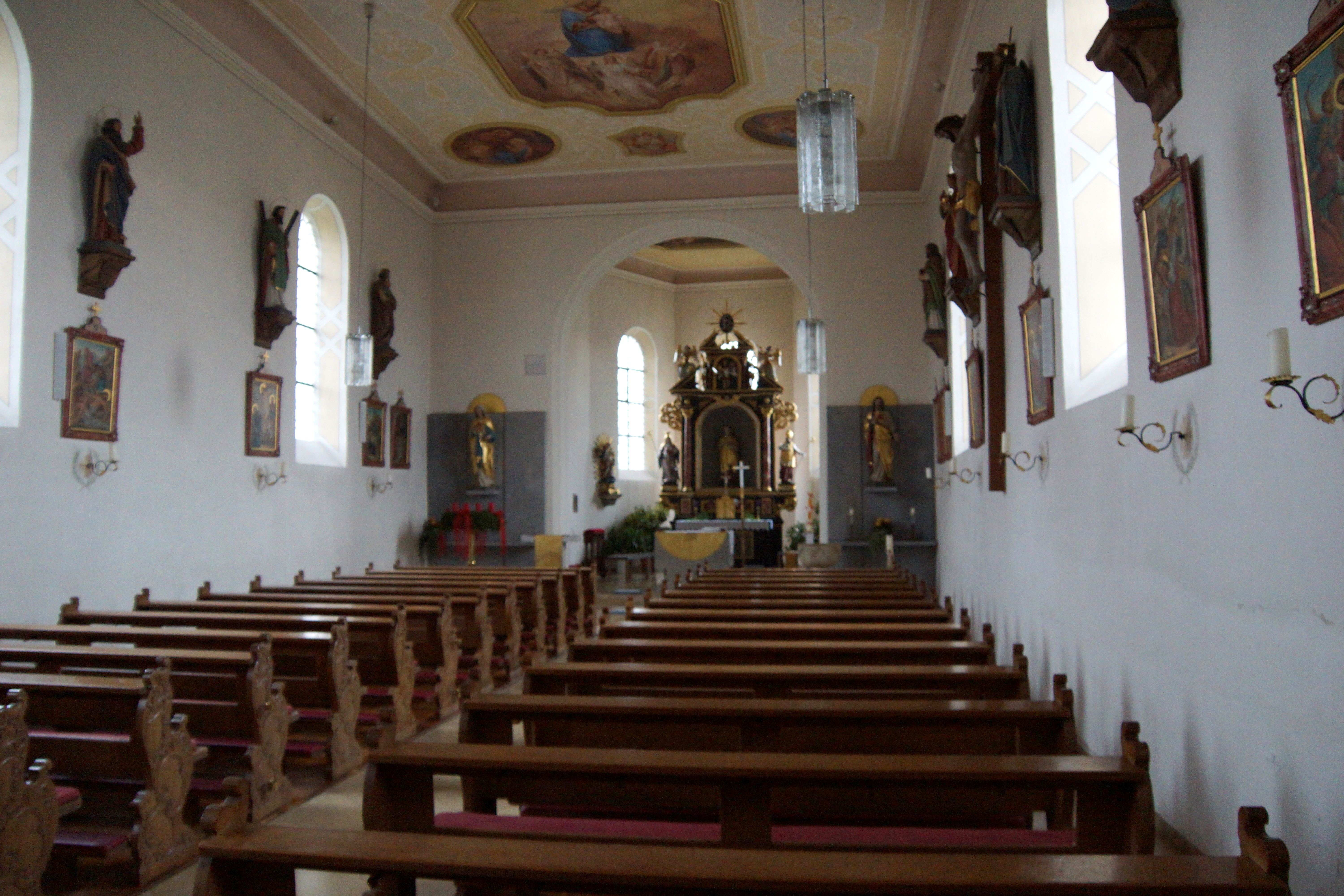
Blick in die Kirche

- 1950: 513 (83 Wohngebäude)[38]
- 1961: 431 (89 Wohngebäude)[39]

## Katholische Pfarrkirche St. Stephan
Diese wurde 1730 erheblich größer als der Vorgängerbau errichtet und am 16. Oktober 1730 vom Eichstätter Weihbischof Johann Adam konsekriert. 1766 wurde die bisherige Laterne und Kuppel des Kirchturms abgebrochen und neu gebaut (heute ein Spitzturm). 1799 kan eine neue Orgel von Eckerle in die Kirche; da „verpfuscht“, musste sie der Orgelmacher auf eigene Kosten instand setzen. 1890 wurde sie durch eine neue von Bittner in Nürnberg ersetzt. Im Jahr 2000 baute Redeker & Kreuzer Orgelbau eine neue Orgel mit 18 Registern und zwei Manualen. 1872/73 wurde die Kirche auf 21 × 7,5 m verlängert, der Turm und der Chor wurden neu gebaut. 1927 kam neben den beiden Glocken von 1874 und 1923 eine dritte Glocke in den Turm, und 1934 wurde die Kirche elektrifiziert.

## Baudenkmäler
Als Baudenkmäler sind die Kirche, das Haus Nr. 1 (Pfarrhaus, 17./18. Jahrhundert, neben der Kirche) und das Haus Nr. 2 (Gasthaus, aus dem 17./18. Jahrhundert) ausgewiesen.

## Vereine
- Freiwillige Feuerwehr Thannhausen, gegründet 1874
- Katholische Landjugend Thannhausen
- Blaskapelle
- Frauenkreis
- Frühschoppenverein
- Männergesangverein
- Obst- und Gartenbauverein
- Schützenverein „Edelweiß“
- Soldaten- und Reservistenkameradschaft Thannhausen und Umgebung (bis 1997 Soldaten- und Kriegerkameradschaft)

## Verkehr
Thannhausen liegt an der Staatsstraße 2220, die bei Freystadt von der Staatsstraße 2237 in östlicher Richtung abzweigt und weiter nach Wettenhofen führt. Gemeindeverbindungsstraßen gehen von Thannhausen aus in nordöstlicher Richtung zu Freystädter Gemeindeteil Kiesenhof, in südlicher Richtung nach Sulzkirchen und in südöstlicher Richtung nach Oberndorf.
Thannhausen hatte einen Halt an der Bahnstrecke Greißelbach–Freystadt.

## Persönlichkeiten
- Johann Baptist Lerzer, Bauer, Reichs- und Landtagsabgeordneter, * 1833 in Thannhausen, † 1917 in Freystadt